# Преглед рударства
Ископавање - вађење вредних минерала или других геолошких слојева из земље, обично (али не увек) из рудног слоја, вена (геологија)(угља) или шава. Сваки материјал који се не може узгајати из пољопривредних процеса или се вештачки ствара у лабораторији или фабрици обично се минира. 
 

## Основни појмови
- Рударско инжењерство
- Извлачење ресурса

## Геологија рударства

### Основни појмови
- Минерални
- Камен (геологија), збирни материјал који се обично састоји од низа минерала
- Руда, стена која садржи жељени минерал 
  - Генеза руде, геолошки процеси помоћу којих се руда формира и таложи
  - Класа руде, количина жељеног минерала или метала, која садржи количина руде 
    - Руде високог степена богате су жељеним минералима, руде ниског квалитета имају мање жељених минерала

  - Гангуе, минерали унутар руде који нису пожељни; оне се уклањају током прераде руде
  - Вена (геологија) је геолошка формација која често садржи руду
- Преоптерећење, материјал поврх одређеног лежишта минерала (при површинском копању мора бити уклоњен)

### Проналажење руде
- Преглед
- Истраживање минерала

Неки примери материјала који се минирају из земље укључују: 
- Базни метали 
  - Боксит ( алуминијум)
  - Каситерит( Калај)
  - Хромит ( хром)
  - Цинабарит ( Меркур)
  - Кобалтит ( кобалт)
  - Цолтан ( Ниобиум анд Танталум)
  - Колумбит ( ниобијум)
  - Бакар - видети листу бакарних руда
  - Илменит ( титан)
  - Руда гвожђа ( Гвожђе)
  - Галенит ( Олово)
  - Магнезит ( Магнезијум)
  - Малахит ( бакар)
  - Молибден ( молибден)
  - Пентландит ( никл)
  - Пиролусит ( манган)
  - Сцхеелите ( волфрам)
  - Сфалерит ( цинк)
  - Танталит ( Танталум)
  - Волфрамит ( волфрам)
- Барит ( Бариум)
- Берил ( Берилијум и драго камење)
- Глина
- Грађевински агрегати 
  - Шљунак - види Шљунчана јама
  - Песак - види Ископавање песка
- Дијаманти
- доломит (украсни камен, магнезијум)
- Фосилна горива
  - Угаљ - видети вађење угља
  - Уљани песак
  - Уљни шкриљац - видети Индустрија уљних шкриљаца и Вађење уља из шкриљаца
- Драго камење
- Каолинит
- Кречњак
- Фосфорит ( фосфат)
- Племенити метали 
  - Злато - види Ископавање злата
  - Сребро - видети Рударство сребра
  - Платина
- Калијумска ђубрива
- Реткоземни елементи
- Скрилавац - видети индустрију шкриљевца
- Камена со
- Камен - види каменолом
  - Листа украсног камења
- Сумпор
- Уранијум руда

## Врсте рударства и технике

### Површинско рударство
- Површинско копање, рударство се изводи у земљу, али са отвореним небом
- Ископавање на отвореном, при чему се уклањање насипа и ставља на друго место, на крају остављајући велику јаму.
- Ископавање трака, где се прекомерно оптерећење уклања и поставља на подручје где је минерал (обично угаљ) већ извађен, омогућавајући површини да се врати отприлике онако како је било пре
- Ископавање врха планине, при чему се превртање планине гура са планине у суседну долину
- Вађење камена
- Ископавање пластера
- Копање
- Хидраулично минирање, помоћу млазница високог притиска за експлозију тла или обронака

### Подземно рударство
- Подземно копање руда, под земљом 
  - Две главне врсте подземног копања, класификоване по карактеристикама стене која се минира: 
    - Подземно минирање (хард роцк)
    - Подземно рударство (мекани камен)

  - Постоје три смера по којима се може вршити подземно копање:
- Ископавање хориѕонталних ходника, хоризонтално рударство
- Ископавање вертикалних окана,вертикално рударство
- Ископавање косих окана, рударство под нагнутим углом 
  - Заустављање је процес извлачења руде из подземља, остављајући рупу која се назива стопи
- Коморно стубна
- Лонгвал рударство
- Повлачење рударства
- Ватрено-минирање, метод који се састоји од наглог хлађења стенске масе,која је претходно загрејана ватром.Што доводи до пуцања стене.

### Остале методе
- Ископавање бушотина
- Кутија исечена
- Ископавање дубина
- Рупа славе (производња нафте)
- Хеап леацхинг
- Подземно растварење руде
- Ископавање депонија
- Санација мине
- Омега хидрауличне копања
- Ископавање кварцног гребена

## Рударска опрема

### Ископавање

#### Тешка механизација
- Парни багер, коришћена од 19. века до 1930-их
- Багер са висинском кашиком, изведена из парне лопате, али користећи струју умјесто паре
- Багери, изведени из парне лопате, али користећи хидраулику или пнеуматику уместо паре
- Багер дреглајн користи канте причвршћене на дуге кабловске водове, а не причвршћене на греду
- Роторни багер, највећа покретна копнена машина икада изграђена
- Багер

### Експлозија
Испирање стена 
- Експлозиви 
  - Барут или црни прах, користи од 17. века до средине 19. века
  - Динамит, коришћен од средине 19. до 20. века, неки се и данас користе
  - АНФО, коришћен од 20. века, и примарни експлозив који се и данас користи
- Опрема за минирање 
  - Детонатор, мали експлозивни набој који је кориштен за покретање главног експлозива
  - Машина за пескање, уређај који се користи за производњу или слање електричног набоја у денаторе

### Транспорт
- Вертикална опрема 
  - Дизалица (рударска)(Hoist (mining))
  - Мотор за наматање(Winding engine)
  - Оквир главе(Headframe)
- Опрема за превоз рудара 
  - Човек мотор(Man engine)
  - Окно(Mantrip)

Мотори који се користе у рударству 
- Архимедов вијак
- Мотор греде
- Опрема за бушење
- Утоваривач (опрема)
- Трактор-стругач са точком

### Течно вађење
- Пумпа
- Веллхеад
- Подморница

### Безбедност и заштита животне средине
- Сигурносна лампа
- Канадски рудар
- Ваздушни класификатор
- Кретање и геодетски радар

## Обрада
- Оре прелив 
  - Опште методе прераде руде 
    - Флотација пена
    - Троммел

  - Методе својствене ископавању златних плацера. Злато је много гушће од многих других минерала, разне методе га користе да би га раздвојиле: 
    - Злато паннинг, користи таву у води за прање материјала
    - Роцкер кутија
    - Слуице кутија
    - Машина за сушење, користи се тамо где постоји заштитна машина
- Екстрактивна металургија 
  - Пирометаллурги, користећи топлоту 
    - Топљење
    - Цупеллатион

  - Хидрометалургија, коришћење водених раствора 
    - Лужења, помоћу киселине ( ликивиант ) уклонити. Обично се користи за злато и бакар
    - Спајање, коришћење течне живе за екстракцију метала. Користи се за одвајање сребра и злата.

  - Електрометалургија, која користи електричну енергију за одвајање метала

## Рударски отпад
- Савет покварења, гомила где се поставља прекомерно оптерећење (које НИЈЕ обрађено)
- Јаловина, отпадне минерална материјал ( јаловине ) Лефтовер обраду после
- Згура, материјал преостао од топљења
- Испуштање минске киселине, течност излучена из рудника

## Опасности од рударства и сигурност
- Ископавање ботлега
- Клаустрофобија
- Праћење деформација
- Расправа о копању угља
- Влага (рударство) 
  - Након влаге
  - Црна влажна
  - Руднички гас
  - Водоник сулфид
  - Бела влажна
- Енергетски закон
- Рударска несрећа
- Истраживање мине
- Јамски пожар
- Спашавање мина
- Рударска несрећа
- Испадање изазвано рударством

## Географија рударства
- Листа рудника дијаманта(List of diamond mines)
- Списак рудника уранијума(List of uranium mines)

### Рударство, по земљама

#### Ископавање специфичних минерала по земљама
- Производња бентонита, по земљама
- Производња бизмута, по земљама
- Производња пољског шпарога по земљама
- Производња флуорита, по земљама
- Производња мангана, по земљама
- Рудници по роизводњи злата,по земљама
- Производња уранијума по земљама

## Историја рударства
- Корниш маркице(Cornish stamps)
- Дејвијева лампа
- Де ре металика(De re metallica)
- Постављање ватре(Fire-setting)
- Фреминер(Freeminer)
- Геордијева лампа(Geordie lamp)
- Златна грозница(Gold rush)
- Историја ископавања угља(History of coal mining)
- Пожури(Hurrying)
- Хашинг(Hushing)
- Рударске иновације током индустријске револуције
- Школа рудника

### Економија рударства
- Списак рударских предузећа

### Будућност рударства
- Биорударство
- Ископавање астероида

## Људи повезани са рударством
- рудар, је особа која је умешана у чин рударства
- истраживач, особа која је вешта у потрази и процени вредности

### Рудари стипендиста
- Џорџ Агрицола(Georg Agricola) - аутор књиге Де ре металлица
- Харисон Смит(Harrison Schmitt) - амерички геолог, астронаут, пензионисани сенатор
- Паул Ворсеи(Paul Worsey)
- Ричард Редмаине(Richard Redmayne)
- Роберт Хунт(Robert Hunt (scientist))(научник)
- Роналд Ф. Тилецоте(Ronald F. Tylecote)
- Русел Валтер Фокс(Russell Walter Fox)

## Организације
- Национални институт за заштиту на раду(National Institute for Occupational Safety and Health)
- Национална рударска кућа славних, у Сједињеним Државама(National Mining Hall of Fame, in the United States)

### Лидери и иноватори у рударству
- Архимед - изумио је Архимедов вијак
- Царлес Стен
- Даниел Гугенхем
- Ед Сцхиеффелин
- Џорџ Стивенсон - изумитељ Геордие лампе
- Хенри Беецхер Диердорфф - амерички проналазач рударске опреме
- Херберт Хувер, инжењер и писац рударског инжењерства (каснији председник Сједињених Држава)
- Хораце Аустин Варнер Табор
- Хамфри Дејви - изумитељ Дејвијеве лампе
- Меиер Гугенхеим
- Пади Мартинез
- Вилиам Боце Томпсон
- Влиам Рид Клани - изумитељ прве сигурносне сијалице